# La Sola
La Sola è un'isola del Venezuela, parte delle Dipendenze Federali posta nel Mare dei Caraibi a nord-ovest dell'arcipelago di Los Frailes, a 21 km dall'isola di Puerto Real, 37 km a nord dell'isola di Margarita.
L'isola, di dimensioni esigue ed essenzialmente rocciosa, non ha abitanti e raggiunge un'altezza massima di 8,5 m s.l.m.
Pare sia stata avvistata da Cristoforo Colombo nel suo terzo viaggio nelle Americhe nel 1498. Inizialmente venne chiamata Isla Romero